# Am Basteir
Der Am Basteir (auch Am Baisteir) ist ein 934 m (3.064 ft)  hoher Berg auf der schottischen Insel Skye. Die Bedeutung seines gälischen Names ist unsicher. Sehr wahrscheinlich ist die vielfach in Publikationen und Führern zu findende englische Übersetzung als The Executioner (deutsch: Der Scharfrichter) jedoch unzutreffend, da es kein hierzu passendes Wort in der gälischen Sprache gibt. Vermutet wird eher eine Bedeutung in etwa als Tief gespalten oder Tief zerklüftet, passend zur markanten Silhouette des Gipfels mit dem benachbarten Basteir Tooth. Er ist Teil der Bergkette der Black Cuillin und aufgrund seiner Höhe als Munro eingestuft. 
Geologisch besteht der Am Basteir wie die gesamten Black Cuillin aus Gabbro und Basalt und weist ausgesprochen felsige Strukturen auf. Er liegt im nördlichen Teil der Black Cuillin auf dem Hauptgrat dieser Bergkette zwischen dem 964 m (3.163 ft) hohen Sgùrr nan Gillean und dem 958 m (3.143 ft) hohen Bruach na Frìthe. Mit dem Sgùrr nan Gillean ist der Am Basteir über dessen West Ridge verbunden, die bis in den Bealach a’ Bhasteir auf etwas über 900 m Höhe führt, an den sich nach Westen der markante und felsige, nach beiden Seiten steil abfallende Gipfelaufbau des Am Basteir anschließt. Vom Bruach na Frìthe führt der Hauptgrat über dessen Vorgipfel Sgùrr an Fhionn-Choire bis in den Bealach na Lice, der auf 885 m Höhe liegt. Direkt neben dem felsigen Gipfelaufbau des Am Basteir steht eine eindrucksvolle, durch eine tiefe Scharte vom Hauptgipfel getrennte Felsnadel, der 917 m (3.009 ft) hohe Basteir Tooth. Nach Norden führt ein schmaler und felsiger Grat zum Sgùrr a’ Bhasteir, einem Vorgipfel des Am Basteir. Zusammen mit dem Nordgrat des Sgùrr nan Gillean umschließt dieser Grat das eindrucksvolle Coire a’ Bhasteir mit dem kleinen Loch a’ Bhasteir. Westlich des Grats öffnet sich das Fionn Choire nach Norden, ebenfalls ein steiles und felsiges Kar. Die Südseite des Am Basteir fällt steil und felsig in das Lota Corrie ab, in dem der River Sligachan entspringt.

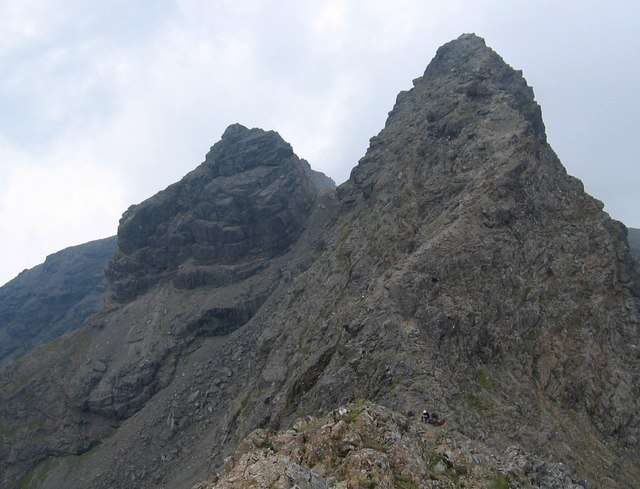
Blick vom Bealach a’ Bhasteir auf den Gipfelgrat des Am Basteir, links der Sgùrr an Fhionn-Choire
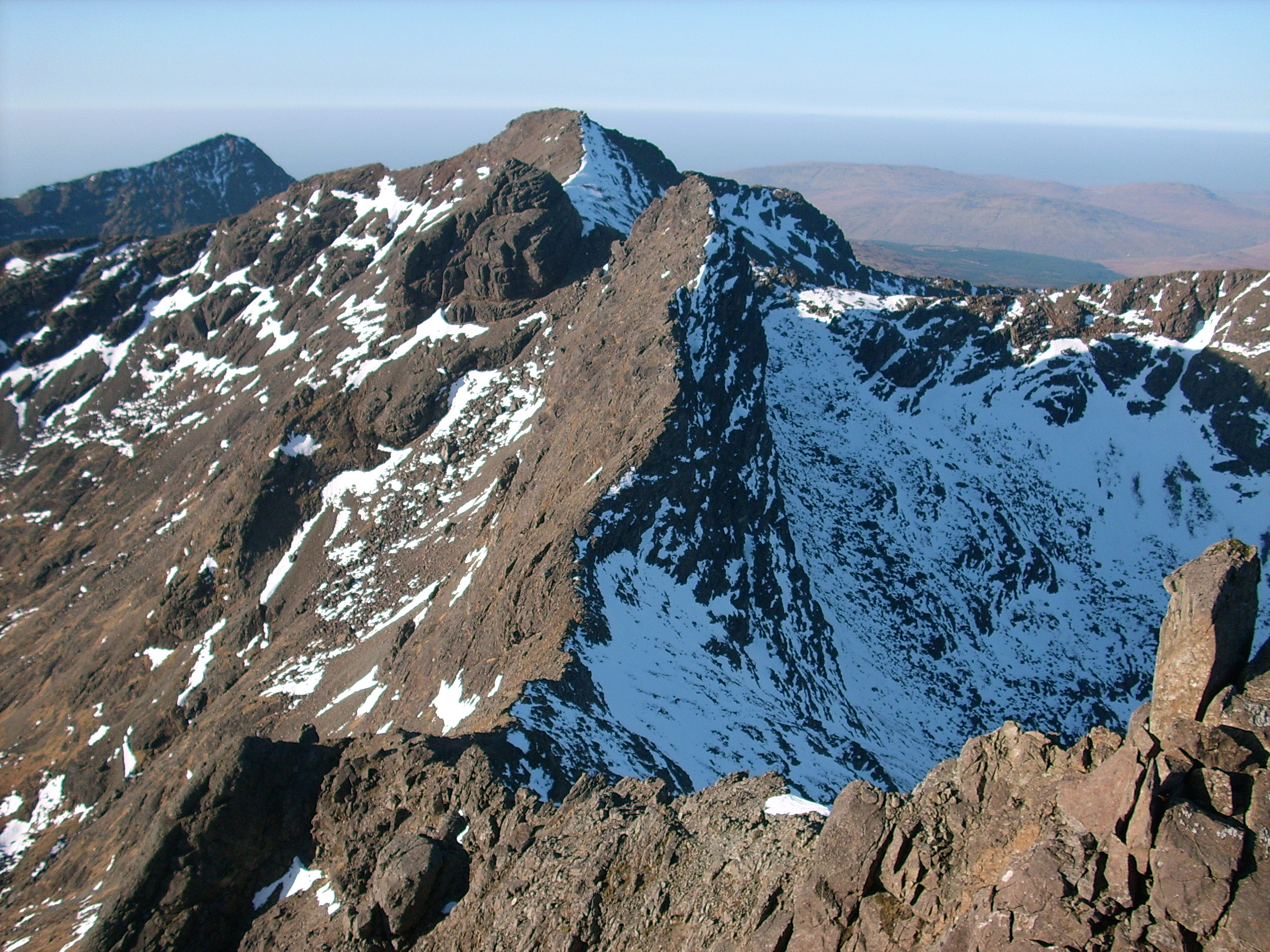
Blick vom Sgùrr nan Gillean über die West Ridge zum Am Basteir, dahinter der Bruach na Frìthe
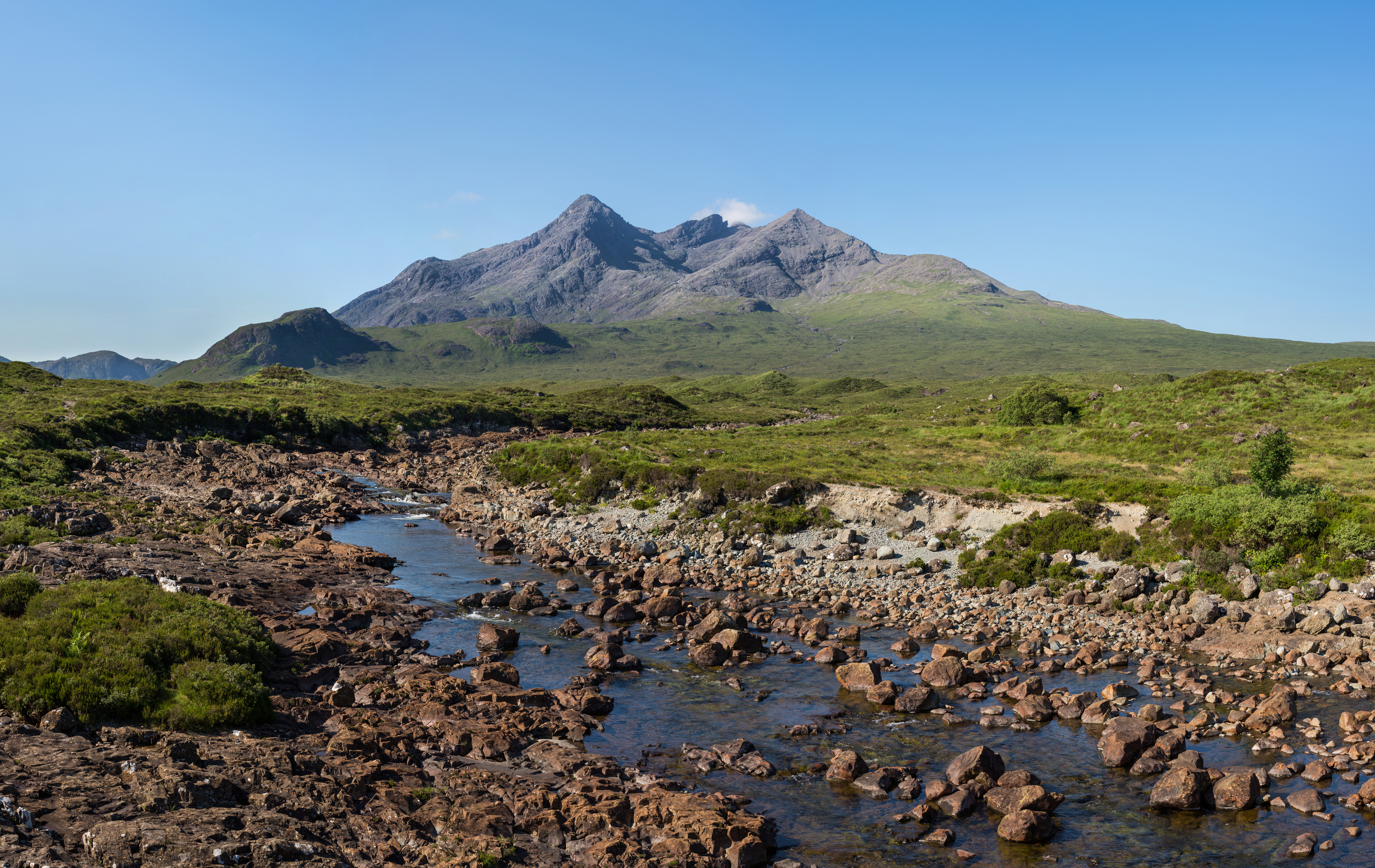
Blick von Norden auf die Cuillin Hills, links der Sgùrr nan Gillean, rechts der Bruach na Frìthe, in der Mitte der Am Basteir.
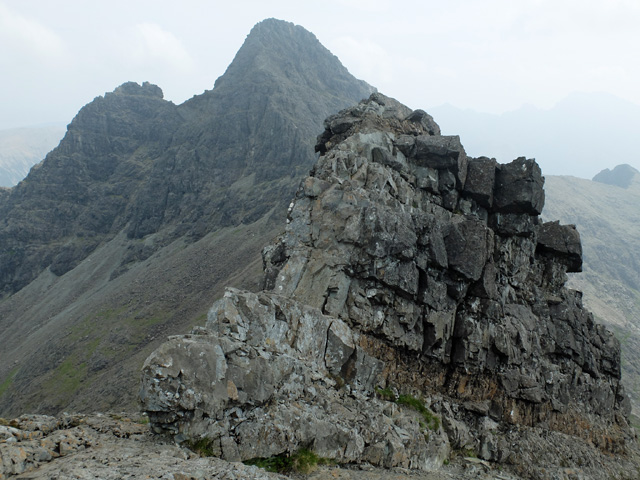
Der Bad Step auf dem Gipfelgrat des Am Basteir

Aufgrund seiner felsigen Struktur und der Ausgesetztheit seines schmalen Gipfelgrats zählt der Am Basteir zu den schwierigeren Bergen Schottlands. Mit dem Sgùrr Dearg bzw. dem auf diesem befindlichen Inaccessible Pinnacle und dem Sgùrr nan Gillean zählt er zu den schwierigsten Munros auf Skye, eine Besteigung erfordert Grundkenntnisse im Klettern und Schwindelfreiheit. Ausgangspunkt ist Sligachan, eine kleine Ansiedlung an der A87, etwa fünf Kilometer nördlich des Berges. Von dort führt der Weg nach Süden entlang dem Allt Dearg Beag bis zum Beginn des Coire a’ Bhasteir. Durch dieses führt der Anstieg steil ansteigend durch die Nordwestflanke des Sgùrr nan Gillean bis in den Bealach a’ Bhasteir. Von diesem kann der Gipfel des Am Basteir über den schmalen und ausgesetzten Grat bestiegen werden. Auf dem Gipfelgrat liegt der Bad Step, eine mehrere Meter hohe Felsstufe, die nur kletternd bzw. durch Abseilen überwunden werden kann. Eine Umgehung auf der Südseite ist möglich, aber führt durch ausgesetztes gerölliges Terrain. Aus Richtung Westen, vom Bealach na Lice und aus dem Fionn Choire, ist der Am Basteir nur mit Kletterausrüstung zugänglich, unterhalb der Nordseite ist jedoch eine Querung zum Bealach a’ Bhasteir möglich.